# Kanton Albertville-2
Der Kanton Albertville-2 ist ein französischer Wahlkreis im Département Savoie in der Region Auvergne-Rhône-Alpes. Er umfasst 15 Gemeinden im Arrondissement Albertville. Durch die landesweite Neuordnung der französischen Kantone wurde er 2015 neu geschaffen mit Albertville als Hauptort (frz.: bureau centralisateur). Dabei inkorporierte er Gemeinden der ehemaligen Kantone Albertville-Sud und Grésy-sur-Isère.

## Gemeinden
Der Kanton besteht aus 15 Gemeinden und Gemeindeteilen mit insgesamt 24.551 Einwohnern (Stand: 2022) auf einer Gesamtfläche von 130,41 km²:
| Gemeinde                 | Einwohner 1. Januar 2022 | Fläche km² | Dichte Einw./km² | Code INSEE | Postleitzahl |
| ------------------------ | ------------------------ | ---------- | ---------------- | ---------- | ------------ |
| Albertville              | 9.329                    | 2,78       | 3.356            | 73011      | 73200        |
| Bonvillard               | 352                      | 17,10      | 21               | 73048      | 73460        |
| Cléry                    | 374                      | 10,90      | 34               | 73086      | 73460        |
| Frontenex                | 1.917                    | 1,71       | 1.121            | 73121      | 73460        |
| Gilly-sur-Isère          | 3.109                    | 7,03       | 442              | 73124      | 73200        |
| Grésy-sur-Isère          | 1.197                    | 9,02       | 133              | 73129      | 73460        |
| Grignon                  | 2.104                    | 9,29       | 226              | 73130      | 73200        |
| Montailleur              | 664                      | 15,30      | 43               | 73162      | 73460        |
| Monthion                 | 520                      | 6,36       | 82               | 73170      | 73200        |
| Notre-Dame-des-Millières | 1.000                    | 10,35      | 97               | 73188      | 73460        |
| Plancherine              | 462                      | 6,86       | 67               | 73202      | 73200        |
| Sainte-Hélène-sur-Isère  | 1.227                    | 14,43      | 85               | 73241      | 73460        |
| Saint-Vital              | 761                      | 3,60       | 211              | 73283      | 73460        |
| Tournon                  | 577                      | 4,86       | 119              | 73297      | 73460        |
| Verrens-Arvey            | 958                      | 10,82      | 89               | 73312      | 73460        |
| Kanton Albertville-2     | 24.551                   | 130,41     | 188              | 7304       | –            |

1. ↑   Nur der westliche Teil der Gemeinde, der Rest gehört zum Kanton Albertville-1.

## Politik
| Vertreter im Départementsrat | Vertreter im Départementsrat  | Vertreter im Départementsrat |
| Amtszeit                     | Namen                         | Partei                       |
| ---------------------------- | ----------------------------- | ---------------------------- |
| 2015–2021                    | Dominique Ruaz André Vairetto | PS                           |
| 2021–                        | Dominique Ruaz André Vairetto | PS                           |